# Squadra botswana di Fed Cup
La squadra botswana di Fed Cup rappresenta il Botswana nella Fed Cup, ed è posta sotto l'egida della Botswana Tennis Association.
Essa ha debuttato nel 1995, senza aver mai superato il gruppo II della zona Europa/Africa. L'ultima edizione che ha visto il Botswana partecipare è stata quella del 2006. Da allora non ha più preso parte alla Fed Cup, e per questo motivo è stata estromessa dal ranking mondiale stilato dalla ITF.

## Organico 2006
Aggiornato ai match del gruppo III (26-29 aprile 2006). Fra parentesi il ranking della giocatrice nei giorni della disputa degli incontri.
- Lesedi Ramocha (WTA #)
- Tshidiso Mosinyi (WTA #)
- Puleng Tlhophane (WTA #)
- Laone Botshoma (WTA #)

## Ranking ITF
Non inclusa nel ranking.